# Diócesis de Deventer
La diócesis de Deventer (en latín: Dioecesis Deventriensis y en neerlandés: Bisdom Deventer) fue una circunscripción eclesiástica de la Iglesia católica en los Países Bajos. Se trataba de una diócesis latina, sufragánea de la arquidiócesis de Utrecht. Fue suprimida de hecho el 10 de junio de 1591.

## Territorio y organización

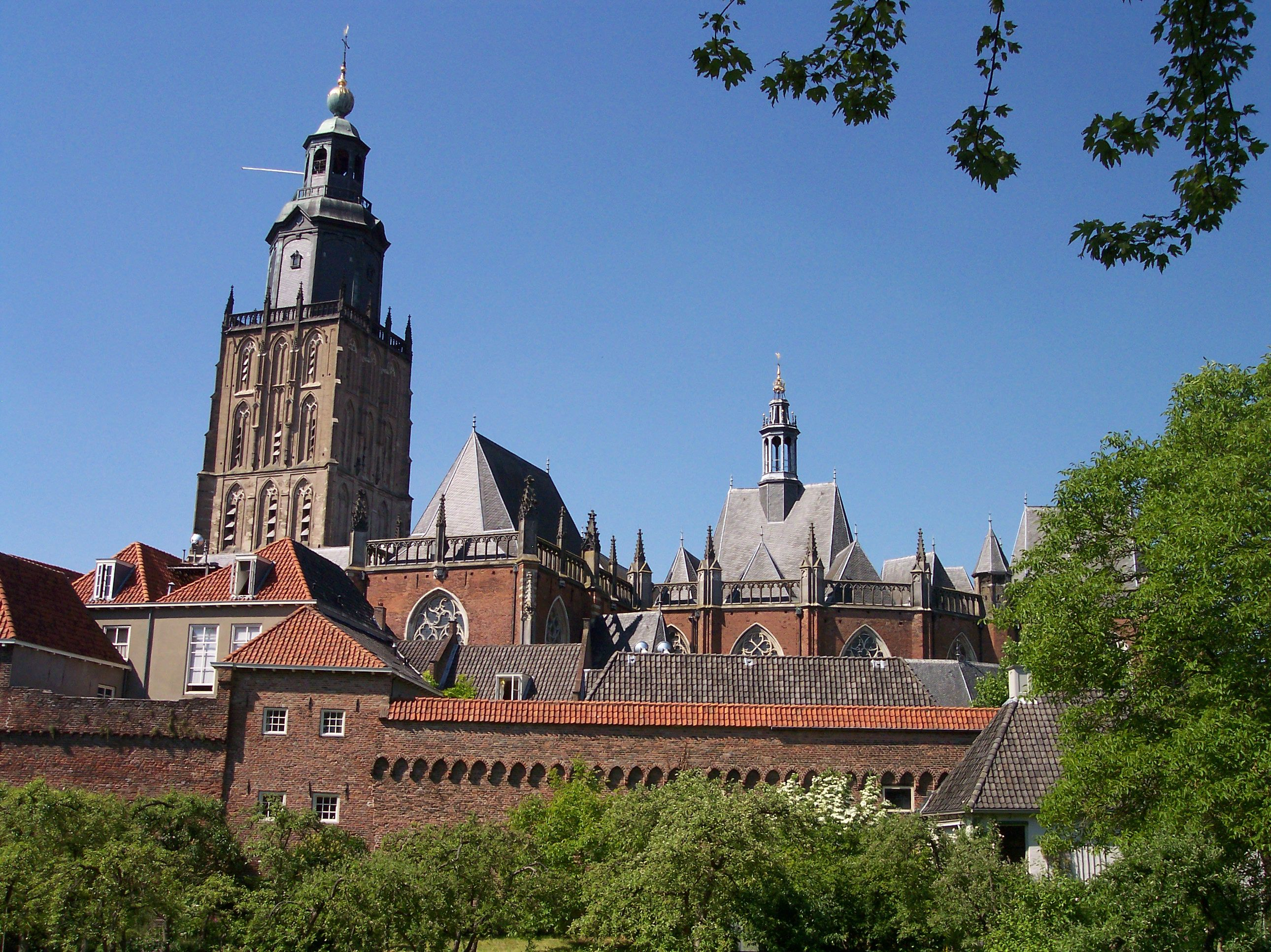
Iglesia de Santa Walburga, en Zutphen

La diócesis extendía su jurisdicción sobre los fieles católicos de rito latino residentes en la parte centro-oriental del territorio de los actuales Países Bajos. Incluía el señorío de Overijssel (excepto las parroquias de Staphorst, Rouveen y Ĳhorst y Avereest, que eran parte de la diócesis de Groninga), la parte norte del ducado de Güeldres, las islas de Urk y Schokland en Zuiderzee, el condado de Lingen, Veluwe (excepto las parroquias del sur y el oeste, parte de la arquidiócesis de Utrecht), las parroquias de Westervoort y Lathum en Ĳssel, las parroquias del ducado de Berg y el condado de Zutphen.

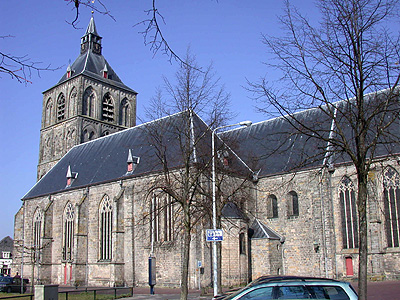
Basílica de San Plechelm, en Oldenzaal

La sede de la diócesis se encontraba en la ciudad de Deventer, en donde se halla la iglesia de San Leobino, que fue la catedral de la diócesis hasta el 10 de junio de 1591 cuando fue capturada por los protestante y hoy pertenece a la Iglesia protestante en los Países Bajos.

## Historia
Incluso antes de convertirse en sede episcopal, Deventer había sido un centro religioso, vinculado a la memoria de san Leobino, misionero que en la época de Carlomagno había construido una primera iglesia en este lugar, posteriormente destruida, en la frontera entre el reino carolingio y las tierras de los sajones todavía paganos. A partir de la segunda mitad del siglo IX los obispos de Utrecht se refugiaron con frecuencia en Deventer para escapar de las invasiones vikingas e incluso después de su regreso a Utrecht, Deventer siguió siendo una sede secundaria. En el siglo XI la iglesia fue reconstruida por orden del obispo Bernold y se instaló allí un capítulo de canónigos. Junto a la iglesia se construyó un palacio episcopal, quizá obra del propio Bernold, cuyos restos salieron a la luz en 1951-1952.
Ya en el curso de la primera mitad del siglo XVI, después de que las Diecisiete Provincias, de las que formaban parte los actuales Países Bajos, entraron a formar parte de los territorios sometidos al dominio del emperador Carlos V, fue proyectada una reorganización eclesiástica de los Países Bajos españoles, pero los proyectos de 1525 y de 1551-1552 no se realizaron.
Sólo con el advenimiento del rey Felipe II en 1556 se pudo iniciar la redefinición de la geografía eclesiástica de las posesiones españolas. Una comisión especial redactó un extenso informe, acompañado de mapas geográficos, sobre la oportunidad de iniciar un programa de erección de nuevas diócesis que, en el contexto de la Contrarreforma, favoreciera una intensificación de la vigilancia pastoral, con miras a poner un freno a la corrupción y la decadencia moral en el clero, y al mismo tiempo poder limitar el progreso de las ideas teológicas de los reformadores alemanes y suizos.
El 12 de mayo de 1559, mediante la bula Super universas, el papa Paulo IV erigió 14 nuevas diócesis, entre ellas la de Deventer, que, junto con las cuatro preexistentes, formaron tres nuevas provincias eclesiásticas, a saber, Cambrai, Malinas y Utrecht. La nueva diócesis de Leeuwarden pasó a ser sufragánea de la última arquidiócesis, de la que había sido creada. La bula estipulaba que los obispos fueran nombrados por el rey, nombramiento al que seguiría la institución canónica realizada por la Santa Sede.
Sin embargo, la bula Super universas no definía los límites de las diócesis, no establecía el número de parroquias y sobre todo no preveía los medios de subsistencia de las mensas episcopales. Una comisión encargada de estudiar estos aspectos trabajó durante más de dos años, y recién el 7 de agosto de 1561 se publicó la bula Regimini universalis ecclesiae del papa Pío IV, que finalmente dio una fisonomía territorial a la diócesis de Deventer. En el consistorio del 8 de agosto de 1561 fue nombrado primer obispo el franciscano Johannes Mahusius.
La nueva bula, contrariamente a lo establecido en principio por la Super universas, atribuyó como dote a la mensa episcopal de Deventer las rentas del monasterio de los canónigos regulares de Agnietenberg, cerca de Zwolle, y de las preposituras de San Leobino en Deventer (es decir, la catedral de la nueva diócesis), de Santa Walburga en Zutphen y de San Plechelm en Oldenzaal. De hecho, estas cuatro instituciones fueron suprimidas en favor de los obispos de la diócesis.
Ya en 1559 la publicación del Super universas había suscitado una tenaz oposición por parte de aquellos que veían violados sus derechos. Las provincias del norte temían sobre todo una centralización marcada y la imposición de una inquisición más rigurosa. La situación empeoró cuando se publicaron las bulas que definían los territorios de cada distrito eclesiástico. En Deventer, en enero de 1562, se había decidido impedir la entrada del nuevo obispo, porque las bulas papales estaban en conflicto con los privilegios y tradiciones que Carlos V había prometido garantizar cuando las provincias holandesas se unieron al Sacro Imperio Romano Germánico. Johannes Mahusius no consiguió tomar posesión de su sede y a principios de 1569 dimitió, sin haber recibido nunca las órdenes sagradas.
Le sucedió, con el apoyo del poderoso duque de Alba, Egidio de Monte, confirmado por el papa Pío V en el consistorio del 11 de agosto de 1570: consagrado en Amberes el 29 de octubre, hizo su entrada solemne en la diócesis el 30 de noviembre. Durante su episcopado trató de aplicar las decisiones del Concilio de Trento, como consta en los informes de sus visitas pastorales. En 1571 fundó el seminario diocesano. A su muerte, el capítulo nombró sucesivamente a tres vicarios generales para administrar la sede vacante: Bernardus Herinck, Egidio de Monte (sobrino del obispo) y Albert de Thill.
Pero los días de la diócesis estaban contados. De hecho, la ciudad de Deventer fue conquistada por los Estados Generales de los Países Bajos (protestantes) en 1578 y en 1580 iglesias y monasterios fueron destruidos. La catedral de San Lebuino sufrió numerosos daños y fue despojada de todas sus posesiones. En 1587 la ciudad fue recuperada por los españoles. Gisbertus Coeverincx fue nombrado obispo por el rey de España, pero antes de ser confirmado por el papa, la ciudad fue reconquistada por Mauricio de Orange el 10 de junio de 1591, el catolicismo fue prohibido y la diócesis fue suprimida de facto.
Después de la restauración de la jerarquía episcopal en los Países Bajos el 4 de marzo de 1853, sólo se restablecieron la arquidiócesis de Utrecht y tres de sus diócesis sufragáneas, pero no la sede episcopal de Deventer.

## Episcopologio
- P. Johannes Mahusius, O.F.M.Obs. † (8 de agosto de 1561-inicios de 1569 renunció)
- Egidio de Monte, O.F.M.Obs. † (11 de agosto de 1570-10 o 26 de mayo de 1577 falleció)
  - Sede vacante (1577-1589)
  - Gĳsbertus Coeverincx † (noviembre de 1589-1591) (obispo electo)
  - Sede suprimida